# Jocote
Jocote är en ort i Mexiko.   Den ligger i kommunen Motozintla och delstaten Chiapas, i den sydöstra delen av landet, 900 km sydost om huvudstaden Mexico City. Jocote ligger 2 232 meter över havet och antalet invånare är 155.
Terrängen runt Jocote är huvudsakligen bergig, men den allra närmaste omgivningen är kuperad. Runt Jocote är det ganska tätbefolkat, med 78 invånare per kvadratkilometer. Närmaste större samhälle är Motozintla de Mendoza, 7,7 km öster om Jocote. Omgivningarna runt Jocote är en mosaik av jordbruksmark och naturlig växtlighet.